# Vittorio Mathieu
Vittorio Mathieu (Varazze, 11 décembre 1923 - Chivasso, 30 septembre 2020), est un philosophe et historien italien de la philosophie italienne du XXe siècle.

## Biographie
Vittorio Mathieu naît en 1923 à Varazze en Ligurie. Après le lycée, il s'inscrit à la faculté de droit de Turin. Il est diplômé en philosophie théorique (it) en 1946 à l'université de Turin avec, comme promoteur, Augusto Guzzo (it), philosophe représentant la spiritualité chrétienne et auteur d'importantes études sur Emmanuel Kant.
Professeur dans la même discipline à partir de 1956, il enseigne la philosophie théorique à l'université de Trieste à partir de 1958. Premier lauréat du Concours d'histoire de la philosophie en 1960, à partir de 1967 il est professeur de philosophie puis obtient le titre de professeur émérite de philosophie morale à l'université de Turin.
En 1994, il fonde le mouvement politique Forza Italia avec Silvio Berlusconi, Lucio Colletti et d'autres.
En juillet 2010, plusieurs médias reprennent la rumeur de son adhésion à l'Opus Dei, démentie par cette institution et par l'intéressé, dans une adresse à la rédaction du Corriere della Sera.
Vittorio Mathieu a apporté des contributions significatives dans au moins quatre domaines de recherche philosophique :
- philosophie de la science ;
- histoire de la philosophie ;
- esthétique ;
- philosophie civile.

## Œuvre
En français :
- Phénoménologie de l'esprit révolutionnaire, traduction par Alain Pons de La Speranza nella rivoluzione (1972), Paris : Calmann-Lévy, 1974

En italien :
- Bergson, Turin, 1954 ;
- La filosofia trascendentale e l'Opus postumum di Kant, Turin, 1958 ;
- Leibniz e Des Bosses, Turin, 1960 ;
- L'oggettività nella scienza e nella filosofia contemporanea, Turin, 1960 ;
- Il problema dell'esperienza, Trieste, 1963 ;
- Dio nel "Libro d'ore" di R. M. Rilke, Olschki, 1968 ;
- Dialettica della libertà, Naples, 1970 ;
- La speranza nella rivoluzione, Milan, 1972 ;
- Vincenzo Filippone-Thaulero (it), Salerne, 1973 ;
- « Temi e problemi della filosofia contemporanea », Rome, 1977 (travail d'une série de conférences à la Radio suisse italienne) ;
- Perché punire, Milan, 1980 ;
- Cancro in Occidente, Milan, 1983 ;
- La voce, la musica, il demoniaco. Con un saggio sull'interpretazione musicale, Spirali, 1983 ;
- Filosofia del denaro, Rome, 1985 ;
- Elzeviri swiftiani, Spirali, 1986 ;
- La mia prospettiva filosofica, Barone Francesco ; Mathieu Vittorio ; Melchiorre Virgilio, Gregoriana, 1988 ;
- Gioco e lavoro, Spirali, 1989 ;
- La speranza nella rivoluzione, Spirali, 1992 ;
- Il problema del nazionalismo, Mathieu Vittorio ; Cotta Sergio, Japadre, 1992 ;
- Perché leggere Plotino, Rusconi Libri, 1992 ;
- L'opus postumum di Kant, Bibliopolis, 1992 ;
- Tipologia dei sistemi e origine della loro unità, Académie des Lyncéens, 1994 ;
- Orfeo e il suo canto. Scritti (1952-1993), Zamorani, 1996 ;
- Il nulla, la musica, la luce, Spirali, 1996 ;
- Il problema della fedeltà ermeneutica, Mathieu Vittorio ; Paoletti Laura, Armando Editore, 1998 ;
- Per una cultura dell'essere, Armando Editore, 1998 ;
- L'uomo animale ermeneutico, Giappichelli, 2001 ;
- Le radici classiche dell'Europa, Spirali, 2002 ;
- Goethe e il suo diavolo custode, Adelphi, 2002 ;
- Privacy e dignità dell'uomo. Una teoria della persona, Giappichelli, 2004 ;
- Come leggere Plotino, Bompiani, 2004 ;
- Perché punire. Il collasso della giustizia penale, Liberilibri, 2008 ;
- Introduzione a Leibniz, Laterza, 2008 ;
- In tre giorni, Mursia, 2010 ;
- La filosofia, Marcovalerio, 2014.